# Compsenia
Compsenia is een geslacht van vlinders van de familie spinneruilen (Erebidae), uit de onderfamilie Herminiinae.

## Soorten
- C. area Herrich-Schäffer
- C. brunneofusa Hampson
- C. catagrapha Schaus, 1916
- C. furtiva Dognin, 1914
- C. furvizona Hampson
- C. gracillima Herrich-Schäffer, 1870
- C. insulalis Schaus, 1916
- C. melanomera Hampson
- C. melanozona Hampson
- C. plumbea Schaus, 1913
- C. thysanophora Hampson